# Annalisa Durante
Annalisa Durante (* 19. Februar 1990 in Neapel; † 27. März 2004 ebenda) war eine italienische Schülerin, die Opfer der Camorra wurde.

## Leben
Durante lebte mit ihren Eltern im neapolitanischen Stadtteil Forcella, der berüchtigt für die dortigen Mafia-Aktivitäten ist. In der Schule schrieb sie Aufsätze, in denen sie ihren Wunsch zum Ausdruck brachte, Neapel später zu verlassen, da sie die anhaltende Gewalt und der Drogenkonsum dort sehr beunruhigten. Gleichzeitig lobte sie aber auch die Herzlichkeit der Neapolitaner.
Einige Monate vor ihrem Tod wurde in der gleichen Gegend der 22-jährige Student Claudio Taglialatela während eines Raubüberfalls ermordet. Durante schrieb darüber in ihrem Tagebuch Folgendes:

“Oggi abbiamo visto i funerali di Claudio in televisione. Abbiamo pianto tanto. Mia madre è sconvolta, dice che è la cosa più orribile perdere un figlio. A me mi è venuto il freddo addosso. Che tragedia. Perché si deve morire così? Non è giusto.”

„Heute haben wir die Beerdigung von Claudio im Fernsehen gesehen. Wir haben viel geweint. Meine Mutter ist verstört. Sie sagt, dass es das Schlimmste überhaupt ist, ein Kind zu verlieren. Mir ist es eiskalt den Rücken heruntergelaufen. Welch Tragödie! Warum musste er so sterben? Das ist nicht gerecht.“

Im Tagebuch erwähnte sie außerdem, dass ihr Vater sich wünsche, die Familie aus Forcella wegzubringen.

## Ermordung
Am 27. März 2004, einem Samstag, kam Durante gegen 23 Uhr vor ihrem Wohnhaus an und unterhielt sich anschließend neben der Straße mit Freunden. Kurze Zeit darauf fuhr ein Roller mit zwei Männern vor und es fielen Schüsse, die gegen den damals 19-jährigen Salvatore Giuliano gerichtet waren. Giuliano war Mitglied einer Mafiabande, die in Konflikt mit anderen Banden stand, und erst kurz zuvor aus dem Gefängnis entlassen worden. Er zog daraufhin seine Waffe und feuerte zurück. Eine Kugel traf Durante dabei im Nacken. Sie brach zusammen und blieb auf der Straße liegen. Wenig später erlag sie ihren schweren Verletzungen.
Durantes Tante, die die Tat beobachtet hatte, sagte später aus, dass Giuliano das Mädchen gepackt und als Schutzschild benutzt habe.
Giuliano wurde am 30. März von der Polizei verhaftet und im März 2006 zu einer 24-jährigen Haftstrafe verurteilt. Die Haftstrafe wurde 2008 auf 20 Jahre reduziert.

## Reaktionen
Die Ermordung der 14-Jährigen löste im ganzen Land Schockwellen aus und brachte Erinnerungen an die blutigen Bandenkriege zurück, die Süditalien in den 1980er Jahren heimgesucht hatten. Durantes Eltern entschieden sich nach dem Tod ihrer Tochter, ihre Organe zu spenden.
2005 wurde das Tagebuch von Durante als Buch mit dem Titel Il Diario di Annalisa veröffentlicht. Roberto Saviano hat über den Fall in seinem Buch Gomorrha geschrieben.